# Julius Exner

Julius Exner in seinem Atelier

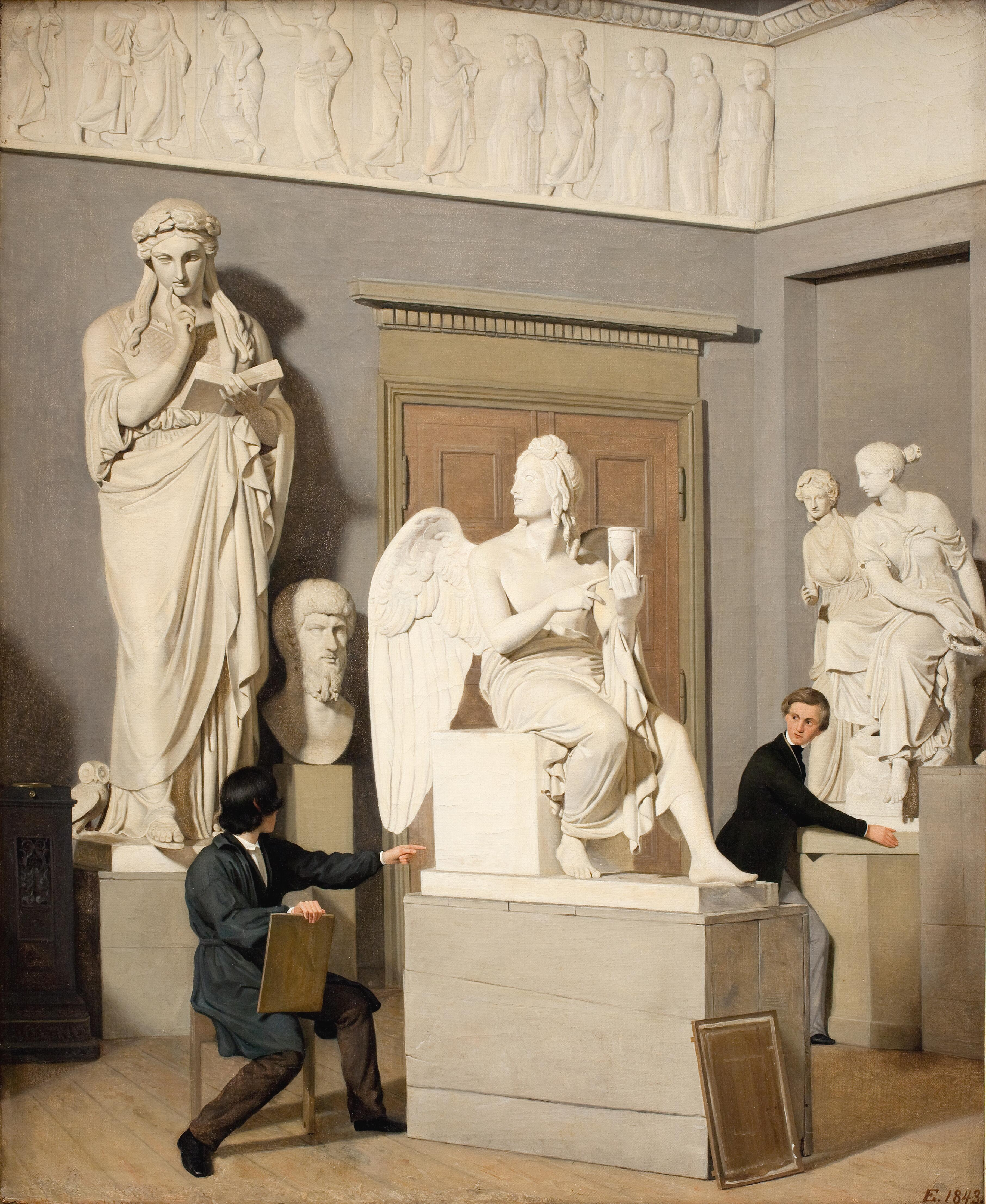
Fra Kunstakademiets Figursal (Aus der Gipsabgusssammlung der Kunstakademie), 1843

Johann Julius Exner (* 30. November 1825 in Kopenhagen; † 15. November 1910 ebenda) war ein dänischer Genremaler der Nationalromantik.

## Leben
Exner war der Sohn eines böhmischen Musikers. Sein Vater Johann Gottlieb Benjamin Exner (1782 – 9. September 1857) stammte gebürtig aus Schmiedeberg in Schlesien. Er war während der napoleonischen Zeit nach Dänemark gekommen, wo er Hoboist im königlichen Regiment (Kronenregiment) von Kopenhagen wurde. Seine Mutter Karen (Jørgensdatter; * 25. November 1796 – 8. April 1853) stammte aus Holmsgaard in Vendsyssel, Dänemark. Sein Vater war zuvor schon mit deren Schwester Anna Jørgensdatter (5. Juni 1788 – 2. Oktober 1819) verheiratet. Er hatte mehrere Geschwister. Exner begann bereits in seiner Kindheit zu zeichnen und zu malen und erhielt im Alter von 15 Jahren Malunterricht an der Akademie der Schönen Künste. Dort wurde er ein Schüler der Professoren Johann Ludwig Lund und Christoffer Wilhelm Eckersberg. In dieser Zeit gewann er eine Silbermedaillen der Akademie. 1844 stellte er erstmals ein Werk auf der bekannten Charlottenborg „Forårsudstilling“ (Frühjahrs-Ausstellung) in Kopenhagen aus und war dann dort bis 1910 regelmäßig mit seinen Werken vertreten. Seine Reisen führten ihn bereits während seines Studiums nach Dresden und Wien, nach Schweden, in die Schweiz und nach Italien, sowie 1857 auch nach Paris.
Geprägt durch seine Lehrer waren Porträts und historische Themen aus der Geschichte seines Landes in Exners frühen Werken ein großer Schwerpunkt. Zu seinen ersten ausgestellten Werken zählten einige Porträts und mehrere Historiengemälde. Eines dieser frühen Werke wurde 1849 für die Königliche Gemäldesammlung erworben. Das Bildnis Marsk Stigs Töchter fertigte er 1851 im Auftrag des Grafen Frederik Knuth von Knuthenborg an. Der Graf hatte bereits eines seiner früheren Werke erworben und stellte ihm für einige Jahre in seinem Haus ein Atelier zur Verfügung. 1847 hatte Exner für ein Porträt seiner Schwester den Neuhausen-Preis (dänisch Neuhausenske Pengepræmie) gewonnen.
Im Sommer suchte er zu Studienzwecken ländliche Gegenden auf. Als er so seinen eigenen Stil gefunden hatte, thematisierte Exner nahezu ausschließlich das skandinavische Volksleben. Auf seinen Touren durch Seeland, auf der Insel Amager aber auch durch verschiedene Landstriche Schwedens beobachtete Exner sehr genau das Leben der Menschen und diese Eindrücke von „Land und Leuten“ wurden dann die Grundlage seiner oft mit feinem Humor ausgeführten Werke. Sein Bild En Amagerkone, der tæller sine Penge efter (Ein Amagerweib) wurde 1851 für die Königliche Gemäldesammlung angekauft und mit dem Et Besøg hos Bedstefaderen (Der Sonntagsbesuch beim Großvater) gelang ihm 1853 der Durchbruch zu einer langanhaltenden künstlerischen Laufbahn. Er erhielt 1857 von der Akademie der Schönen Künste ein Reisestipendium, so dass er für zwei Jahre nach Italien gehen konnte. Anschließend bereiste er Schweden, ehe er wieder nach Seeland zurückkehrte. Er ging auch erneut nach Amager und besuchte Fanø. 1864 wurde er Mitglied der Kunstakademie in Kopenhagen und 1866 in Stockholm. 1876 wurde er Professor und lehrte lange Zeit an der dänischen Kunstakademie. 1890 wurde er nach dem Tod von Heinrich Hansen zum Vorsitzenden des Ausstellungskomitees gewählt. Einige seiner Werke wurden lithographiert, einige auch in Kupferstichen reproduziert.

## Familie
Am 15. Juni 1863 hatte Exner Inger Henriette Sophie (Sofie) Jensine (geborene Ringsted) geheiratet, mit der er mehrere Kinder hatte:
- Karen Laurine Wibeke (Viebke) Exner (* 21. Mai 1867 – um 1895)
- Adolph Sophus Aage Exner (* 4. Juli 1870 – 20. September 1951), der ebenfalls Maler wurde[4][5] ⚭ Clara Gustava (geborene Brandt; 19. Mai 1870 – 23. Oktober 1933)
  - Gustav Johann Adolf Exner (* 31. März 1897 – 28. Märzs 1981)
- Poul Erland Exner (29. August 1872)

## Werke (Auswahl)

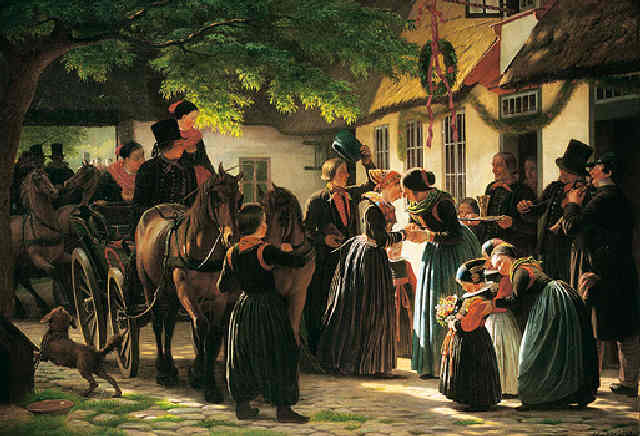
Et brudepars hjemkomst fra kirken, Amager (1863)

- Aus der Gipsabgusssammlung der Kunstakademie (1843)
- Der Sonntagsbesuch beim Großvater (1853) Statens Museum for Kunst
- Kleines Mädchen, das einen alten Mann an einer Blume riechen lässt (1853) Sammlung Hirschsprung (das erste Bild der Sammlung)
- Der Schmaus bei einem Bauern auf Amager (1854)
- Der Gruß der Großmutter
- Die bedenkliche Wahl oder das Schwarzpeterspiel (1863)
- Christian Winther auf dem Spaziergang (1869)
- Die Bauernhochzeit (1875)
- Der Krankenbesuch (1876)
- Die Freierei (1877)

In den Museen Dänemarks befinden sich 51 Gemälde Exners.